# Gornje Međuše
Gornje Međuše (cyr. Горње Међуше) – wieś w Bośni i Hercegowinie, w Republice Serbskiej, w mieście Sarajewo Wschodnie, w gminie Istočni Stari Grad. W 2013 roku liczyła 6 mieszkańców.